# Джексон, Дональд де Авила
Дональд де Авила «Дон» Джексон (англ. Donald deAvila "Don" Jackson; 2 января 1920 — 29 января 1968) — американский психиатр, наиболее известный своей новаторской работой в области семейной терапии.

## Биография
С 1947 по 1951 год он учился у Гарри Стэка Салливана.
С 1953 по 1962 год, он работал с Грегори Бейтсон, Джон Уикленд, Джей Хейли и Уильям Фрай, исследовал развитие мышления в области семейной терапии, краткосрочной терапии, теории систем и теории коммуникации. Одним из результатов этого исследования стало развитие теории шизофрении двойной связи.
В 1958 году он основал Институт психических исследований в Пало-Альто, Калифорния, и был его первым директором.

## Цитаты о Доне Джексоне
"Как Дон Джексон повлиял на семейную терапию? Как Уоттс повлиял на паровой двигатель? Он сделал это. Другие усовершенствовали паровой двигатель, превратив его в лучшую и более эффективную машину. Я бы сказал, что именно это Дон сделал для семейной терапии, он установил дисциплину. Другие продолжили её совершенствовать ". — Ричард Фиш, доктор медицины, основатель и директор Центра краткой терапии Института психических исследований.
"Я скучаю по Дону. У Дона была быстрота и легкость в общении, что, на мой взгляд, очень важно в решении проблем человеческого поведения. Я думаю, он мог подумать, что некоторые из наших выходок этим вечером немного смешны, и он подошел к этой платформе. и немного облегчил наши процедуры. Это было бы неплохо. Исторически он, конечно, был очень важной личностью. Его оригинальная статья о семейном гомеостазе, безусловно, была одним из первых, возможно, первым важным заявлением о семье как системе ". — Грегори Бейтсон выступает на конференции, посвященной памяти Дона Джексона.

## Публикации
- Джексон, Д. (Ред.). (1960). Этиология шизофрении. Нью-Йорк, Основные книги.
- Джексон, Д. (1964). Мифы безумия: новые факты для старых заблуждений. Нью-Йорк, Макмиллан Паб. Co.
- Хаас А. и Джексон Д. (1967). Быки, медведи и доктор Фрейд, Маунтин-Вью, Калифорния: World Pub.
- Ватцлавик П., Бивин Дж., Джексон Д. (1967). Прагматика человеческого общения: исследование паттернов взаимодействия, патологий и парадоксов. Нью-Йорк: У. В. Нортон. Также опубликовано в Берне, Швейцария. Ганс Хубер, Pub., 1969.
- Джексон, Д. (Ред.). (1968a). Коммуникация, семья и брак (Человеческое общение, том 1). Пало-Альто, Калифорния: Книги по науке и поведению.
- Джексон, Д. (Ред.). (1968b). Терапия, общение и изменения (Человеческое общение, том 2). Пало-Альто, Калифорния: Книги по науке и поведению.
- Ледерер, В. и Джексон, Д. (1968). Брачные миражи. Нью-Йорк: WW Norton & Co.
- Рэй, У. (ред.). (2005). Дон Д. Джексон — Очерки на заре эпохи, Избранные статьи Том I. Феникс, Аризона: Zeig, Tucker, Theisan, Ltd.
- Рэй, У. (Ред.). (2009). Дон Д. Джексон — Интерактивная теория в практике терапии, Избранные статьи Vol. II. Феникс, Аризона: Zeig, Tucker, Theisan, Ltd.